# Santa Clara (Califòrnia)
Santa Clara és una població dels Estats Units a l'estat de Califòrnia. Segons el cens del 2005 tenia 109.000 habitants.

## Demografia
Segons el cens del 2000, Santa Clara tenia 102.361 habitants, 38.526 habitatges, i 24.117 famílies. La densitat de població era de 2.149,1 habitants/km².
Dels 38.526 habitatges en un 27,4% hi vivien nens de menys de 18 anys, en un 48,4% hi vivien parelles casades, en un 9,5% dones solteres, i en un 37,4% no eren unitats familiars. En el 25,9% dels habitatges hi vivien persones soles el 6,8% de les quals corresponia a persones de 65 anys o més que vivien soles. El nombre mitjà de persones vivint en cada habitatge era de 2,58 i el nombre mitjà de persones que vivien en cada família era de 3,14.
Per edats la població es repartia de la següent manera: un 19,9% tenia menys de 18 anys, un 11,3% entre 18 i 24, un 39,1% entre 25 i 44, un 19,1% de 45 a 60 i un 10,6% 65 anys o més.
L'edat mitjana era de 33 anys. Per cada 100 dones de 18 o més anys hi havia 102,9 homes.
La renda mediana per habitatge era de 69.466 $ i la renda mediana per família de 77.189 $. Els homes tenien una renda mediana de 58.641 $ mentre que les dones 43.131 $. La renda per capita de la població era de 31.755 $. Entorn del 4,5% de les famílies i el 7,8% de la població estaven per davall del llindar de pobresa.

## Poblacions properes
El següent diagrama mostra les poblacions més properes.